# AirAsia Japan
AirAsia Japan Co., Ltd (エアアジア・ジャパン株式会社 Eāajia Japan Kabushiki-Gaisha) fue una aerolínea de bajo coste con sede en Tokio, Japón. La aerolínea es fruto de la colaboración entre la malaya AirAsia y la japonesa All Nippon Airways. Es la quinta filial para AirAsia y la novena para ANA. El primer vuelo de la aerolínea tuvo lugar el 1 de agosto de 2012 desde Tokio Narita a Fukuoka.
La primera encarnación de AirAsia Japan se fundó en julio de 2011, y tenía su base en el Aeropuerto Internacional Narita de Tokio hasta que la aerolínea dejó de operar en octubre de 2013, cambiando su nombre a Vanilla Air. La segunda encarnación de AirAsia Japan se fundó en julio de 2014, con su base de operaciones en el Aeropuerto Internacional Chubu Centrair de Nagoya. El 5 de octubre de 2020, la aerolínea cesó sus operaciones debido a la baja demanda de pasajeros provocada por el impacto en la aviación de la pandemia de COVID-19.

## Historia
La aerolínea de bajo coste malaya AirAsia y la aerolínea de red japonesa All Nippon Airways anunciaron su colaboración en una rueda de prensa en Tokio el 21 de julio de 2011. Tras su acuerdo formal en agosto de 2011, AirAsia Japan efectuó su primer vuelo en agosto de 2012.
La aerolínea tiene su sede junto a la de ANA en Tokio, con su base de operaciones principal en el Aeropuerto Internacional Narita, e inicialmente servirá destinos domésticos utilizando la marca y el modelo de servicio de AirAsia. Entre los destinos internacionales futuros se cuentan Corea del Sur y Taiwán. El Consejero delegado de AirAsia Tony Fernandes también indicó que la base de operaciones de Narita puede servir como punto de conexión entre el Sureste de Asia y los Estados Unidos dentro del grupo de red de AirAsia.
AirAsia Japan es la primera aerolínea de bajo coste en tener base de operaciones en Narita. Su formación fue anunciada apenas un par de meses después de que ANA anunciase la formación de Peach, una aerolínea de bajo coste con base de operaciones en el Aeropuerto Internacional de Kansai en Osaka, y en colaboración con Japan Airlines para crear una bajo coste afiliada.

## Destinos
Todos los destinos iniciales de AirAsia Japan son domésticos.

### Este de Asia
Japón
- Fukuoka - Aeropuerto de Fukuoka
- Nagoya - Aeropuerto Internacional Chūbu Centrair Base de operaciones
- Sapporo - Nuevo Aeropuerto de Chitose
- Sendai - Aeropuerto de Sendai

 Taiwán
- Taipéi - Aeropuerto Internacional de Taiwán Taoyuan

## Destinos Finalizados

### Este de Asia
Corea del Sur
- Busan - Aeropuerto Internacional de Gimhae
- Seúl - Aeropuerto Internacional de Incheon

 Japón
- Naha - Aeropuerto de Naha
- Osaka - Aeropuerto Internacional de Kansai
- Tokio - Aeropuerto Internacional de Narita

## Flota
AirAsia Japan recibió la entrega de su primer avión en Toulouse, Francia el 9 de junio de 2012. El avión fue registrado como JA01AJ. La flota está compuesta con las siguientes aeronaves, con una edad media de 3 años (noviembre de 2019).